# شاي أبيض

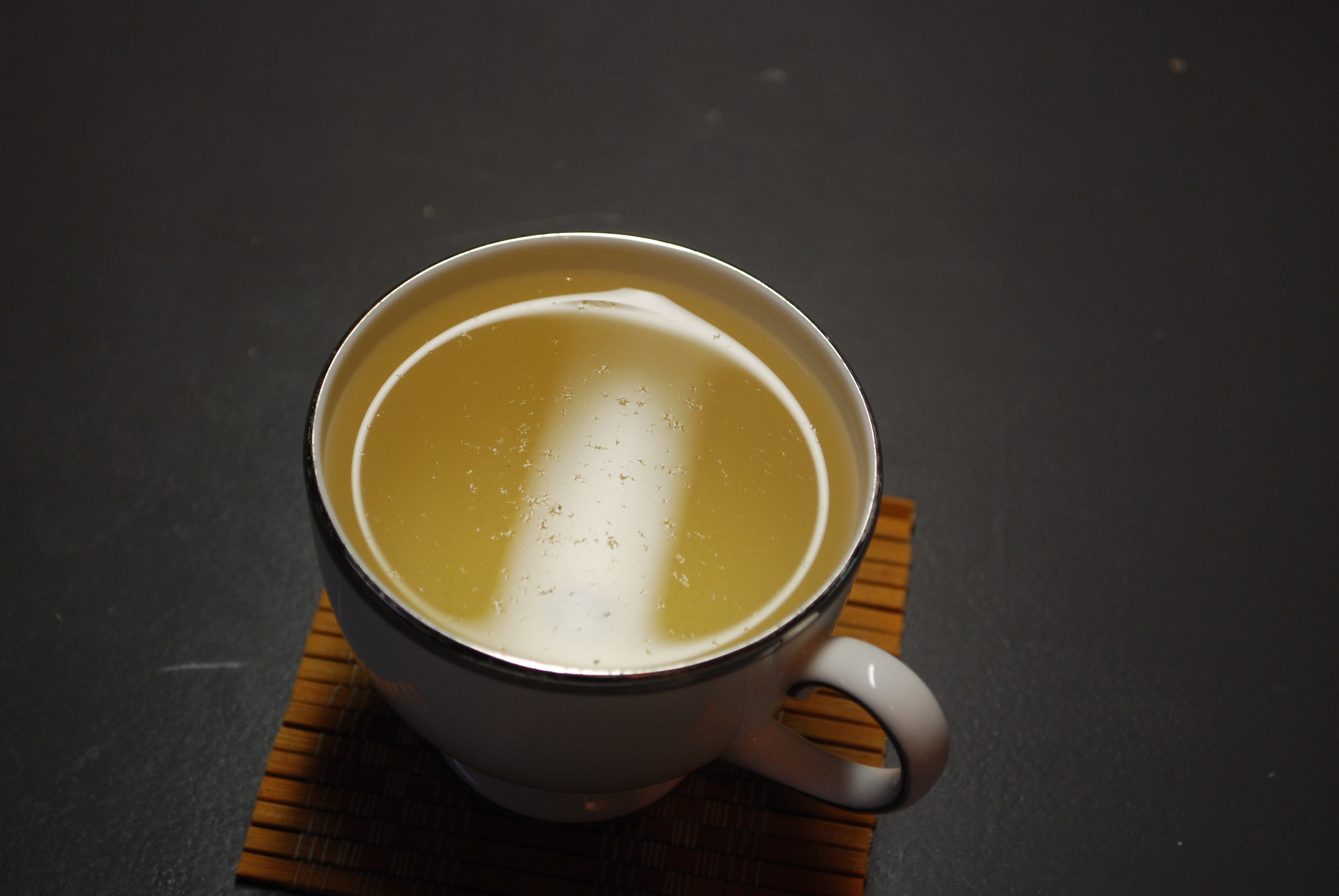
تعتبر الشعيرات البيضاء المرئية سمة فريدة لشاي بايهاو ينتشن Bai Hao Yinzhen

يشير الشاي الأبيض إلى أحد أنماط الشاي العديدة التي تتميز عمومًا بأوراق شابة أو قليلة المعالجة من نبات كاميليا الصينية.
لا يوجد حاليًا تعريف مقبول عمومًا للشاي الأبيض، وقليل جدًا من الاتفاق عالميًا، تستخدم بعض المصادر المصطلح للإشارة إلى الشاي المجفف فقط دون معالجة إضافية، وبعضها يشير إلى الشاي المصنوع من البراعم وأوراق الشاي غير الناضجة المقطوفة قبل فترة وجيزة من فتح البراعم بالكامل وتركها تذبل وتجف في الشمس طبيعيًا، في حين يشمل البعض الآخر براعم الشاي والأوراق الصغيرة جدًا المطهية على البخار أو حرقها قبل التجفيف. تتفق معظم التعريفات، مع ذلك، على أن الشاي الأبيض لا يُلف أو يتأكسد، ما ينتج عنه نكهة تتميز بأنها «أخف» من معظم أنواع الشاي الأخضر أو الشاي الأسود التقليدي.
رغم اسمه، فإن الشاي الأبيض الحلو المخمر يكون أصفر باهتًا. اشتق اسمها من الشعر الفضي الأبيض الناعم على البراعم غير المفتوحة لنبتة الشاي، ما يعطي النبات مظهرًا أبيض اللون. تُستخدم البراعم غير المتفتحة لبعض أنواع الشاي الأبيض. تُحصد أساسًا في الصين، ومعظمها في مقاطعة فوجيان ، وتُتنتج حديثًا في شرق نيبال وتايوان وتايلاند وجالي -جنوب سريلانكا- وشمال شرق الهند.

## التاريخ
ما يعرف اليوم بالشاي الأبيض ربما يكون قد ظهر في القرنين الماضيين. يختلف العلماء وتجار الشاي عمومًا حول موعد بدء الإنتاج الأول للشاي الأبيض، كما هو مفهوم في الصين اليوم. ربما ظهر الشاي الأبيض أول مرة في المنشور الإنجليزي سنة 1876، إذ صُنف بأنه شاي أسود ، لأن الأوراق لا تُطهى على البخار أولًا كما هو الحال في صنع الشاي الأخضر لتغيير طبيعة الإنزيمات المؤكسدة الذاتية. غالبًا ما يُباع الشاي الأبيض باسم Silvery Tip Pekoe بأسلوب نظام تصنيف أوراق الشاي، وكذلك تحت التسميات البسيطة China White و Fujian White. يُصنع بعض الشاي من كاميليا تالينسيس البرية ذات الصلة في يونان باستخدام تقنيات معالجة الشاي الأبيض.

## التكوين
الشاي الأبيض، مثل الشاي الأسود والأخضر، مصنوع من نبات كاميليا سينينسيس ويحتوي على مادة بوليفينول، وهي مجموعة من المغذيات النباتية التي يُعتقد أنها مسؤولة عن الآثار الصحية للشاي. تحتوي أنواع الشاي الأبيض المختلفة على كميات مختلفة من مادة الكاتيكين، وهي فئة من البوليفينول، ويتداخل النطاق العام للتركيزات مع تلك الموجودة في الشاي الأخضر، ما يعني أن بعض أنواع الشاي الأبيض لها نفس تركيز مادة البوليفينول الموجودة في بعض أنواع الشاي الأخضر. قد يكون هذا بسبب تنوع نبات الشاي، وتقنية الزراعة، وطريقة معالجة الشاي.

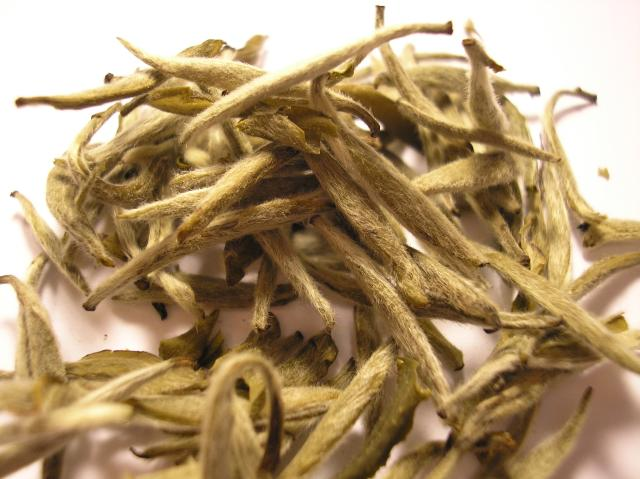
أحد أنواع الشاي الأبيض

يعتبر الشاي الأبيض من أندر أنواع الشاي، وهو مشروب خفيف المذاق. لإنتاجه يتم قطف البراعم الصغيرة لشجرة الشاي وكذلك الأوراق الصغيرة بعناية ورفق، ويتم تجاهل الأوراق الكبيرة والعادية، ويتم تجفيفها بعد ذلك بعناية أيضاً.